# ادوارد بارچیک
ادوارد بارچیک (لهستانی: Edward Barcik؛ زادهٔ ۳۱ ژانویهٔ ۱۹۵۰) دوچرخه‌سوار اهل لهستان است.
وی در مسابقات کشوری و بین‌المللی در مجموع برندهٔ ۱ مدال نقره، ۱ مدال برنز شده‌است.